# Dystanse personalne

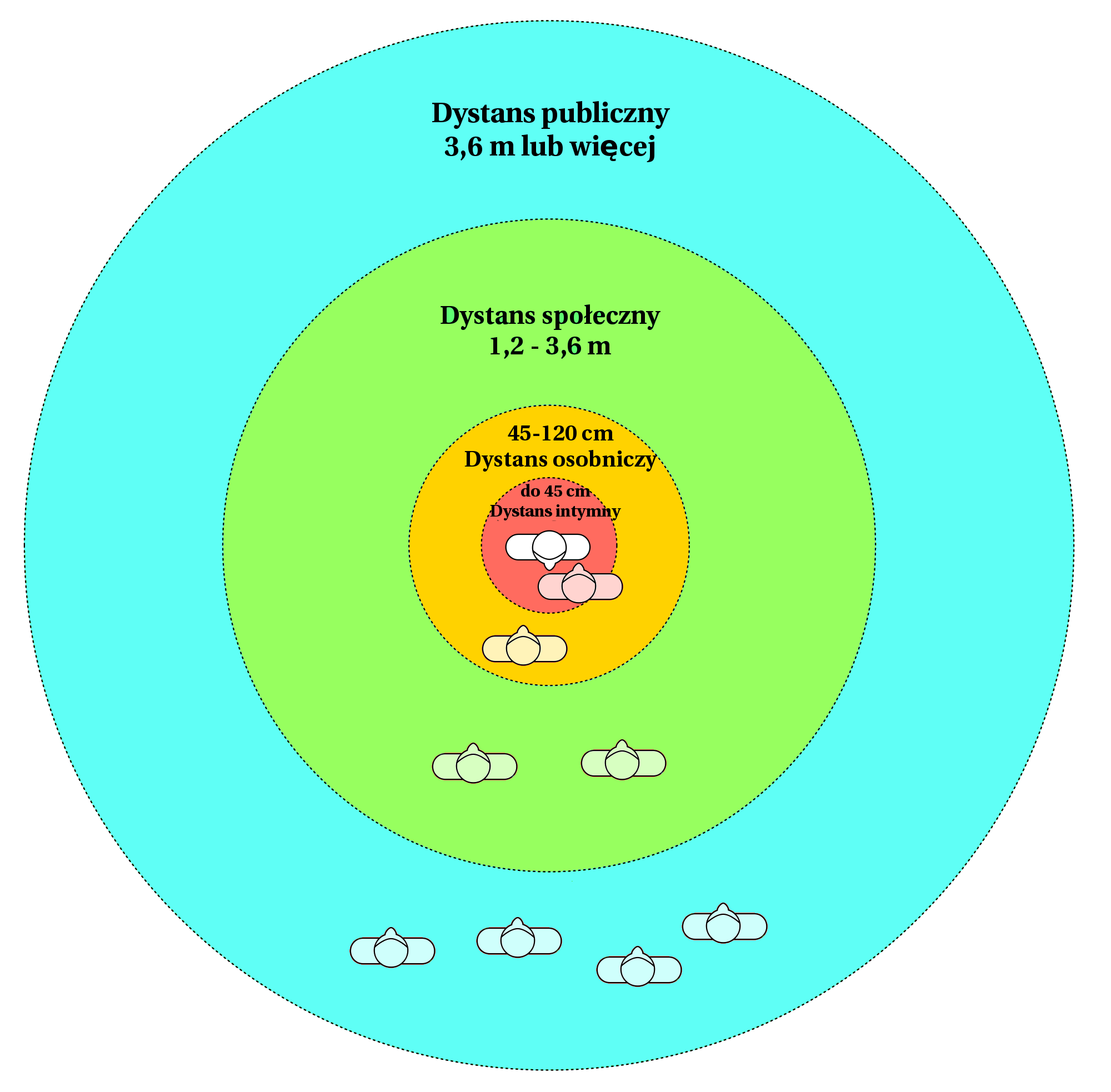
Diagram przedstawiający dystanse przestrzenne człowieka

Dystanse personalne – jeden z objawów zachowań przestrzennych człowieka (zobacz też: terytorialność). Są one traktowane jako przedłużenia ciała (ekstensje) i różnie traktowane w różnych kulturach.
Wymiary dystansów społecznych zostały opisane przez etnologa Edwarda Halla, który początkowo z George’em Tragerem wyróżnił 8 dystansów, a następnie opisał 4. Dystanse są charakterystyczne dla ludzi, jak i innych gatunków zwierząt, przy czym u ludzi wyeliminowane zostały dystans krytyczny i dystans ucieczki.
Dystanse personalne i sposób ich traktowania są ważnymi komunikatami niewerbalnymi. Odległość, jaką ludzie zachowują w stosunku do innych osób, pokazuje między innymi stosunek emocjonalny do rozmówcy (lubienie – nielubienie), status społeczny, typ prowadzonej rozmowy (intymna – oficjalna, łatwa – trudna). Skracanie dystansu podczas rozmowy jest sygnałem okazywania emocji.

## Rodzaje dystansów u ludzi
Edward Hall wyróżnił 4 dystanse, dzieląc każdy z nich na dwie fazy, bliższą i dalszą. Dystanse te określił dla osób z klasy średniej Stanów Zjednoczonych, zakładając, że w innych kulturach mogą być one odmienne. Zmieniają się one w zależności od szeregu warunków, z których najważniejsze to: kultura oraz tworzące ją otoczenie społeczne, płeć i wiek.
| dystans intymny                  | strefa najbliższa, rozciągająca się od skóry do ok. 45 cm. Do tej sfery dopuszczane są jedynie osoby bardzo bliskie (partner, dziecko) - faza bliższa – kontakt bezpośredni dotykowy, do 14 cm - faza dalsza – 14–45 cm                             |
| dystans indywidualny (osobniczy) | od 45 do 120 cm. Jest to strefa prywatna. Dopuszcza się do niej ludzi nam znanych: przyjaciele, dobrzy znajomi, rodzina. - faza bliższa – 45–75 cm - faza dalsza – 75–120 cm                                                                        |
| dystans społeczny                | od 120 do 360 cm. Jest to dystans dla ludzi obcych i znajomych, z którymi nie wiążą nas zażyłe stosunki. W tym dystansie załatwiane są także wszelkie oficjalne sprawy (kontakt z urzędnikami) - faza bliższa – 1,2–2,1 m - faza dalsza – 2,1–3,6 m |
| dystans publiczny                | powyżej 3,5 metra. Taka odległość zachowywana jest wobec osób publicznych. - faza bliższa 3,6–7,5 m - faza dalsza – powyżej 7,5 m – zarezerwowany dla ważnych osobistości jak, np. monarcha, prezydent, etc.                                        |

Granice te ulegają zatarciu w niektórych sytuacjach, np. tłumie czy podczas uprawiania sportu.

### Dystans intymny
Rozciąga się w promieniu ok. 50 cm wokół ciała (obrazowo można powiedzieć, że jest to strefa na wyciągnięcie łokcia). W obszarze tym prawie zawsze dochodzi do kontaktu fizycznego z rozmówcą, dlatego jest on zarezerwowany dla bardzo bliskich osób (małżonek, partner, dziecko). Naruszenie tej strefy przez inną osobę odbierane jest jako agresja terytorialna, co jest odczuwane jako nieprzyjemne zarówno przez osobę, której strefa jest naruszana, jak i przez intruza. Sytuacja taka może powodować zachowania agresywne. Naruszenie dystansu intymnego wywołuje także szereg reakcji fizjologicznych, na przykład może nastąpić zahamowanie zdolności wydalania moczu, zmienia się odruch skórno-galwaniczny, potliwość dłoni, akcja serca, EEG, napięcie mięśni.
Manipulowanie dystansem intymnym wpływa na spostrzeganą atrakcyjność osób. Jeśli grupa nieznanych osób ma rozmawiać, jej członkowie wydają się sobie bardziej atrakcyjni, gdy odstęp między krzesłami wynosi 0,5 m niż wtedy, gdy krzesła stykają się ze sobą. Wzrasta wtedy także skłonność do karania w grupie, a kary są wyższe. Ludzie oceniają siebie także jako bardziej agresywnych i nerwowych.
W strefie intymnej zmienia się sposób używania języka. Używa się cichszego głosu, zdania są krótkie i pojawia się wiele równoważników zdań oraz wiele dźwięków typu eee, hmmm, ooo, ughh, uff itp. Zdania są bardzo często niepoprawne gramatycznie, a osoba, której intymną strefę naruszono, nie troszczy się o styl wypowiedzi.
W dystansie intymnym spada rola wzroku w komunikacji, bowiem druga osoba jest bardzo blisko i jej obraz na siatkówce jest mocno zniekształcony. Rośnie natomiast rola węchu (zobacz też: feromony), słuchu i dotyku. Ludzie są w stanie wyczuć poprzez skórę, które części ciała drugiej osoby są gorące, a które zimne, jest wyczuwane także napięcia mięśniowe rozmówcy, co jest ważną (choć często odbieraną nieświadomie) informacją na temat przeżywanych przez interlokutora stanów wewnętrznych.
Pewne strefy ciała są strefami tabu nawet dla osób bardzo bliskich. Najczęściej dotykane są dłonie i ramiona.
W relacjach społecznych mężczyźni częściej naruszają strefę intymną kobiet niż kobiety mężczyzn.

### Dystans indywidualny
Jest to przestrzeń, która rozciąga się wokół człowieka pomiędzy 45cm a 120cm (obszar na wyciągnięcie ręki), strefa łatwego dotyku. Przestrzeń tę traktuje się jako prywatną i wpuszczane są tu osoby, które dobrze znamy i z którymi czujemy się bezpiecznie. Rozmowa z obcym w takiej odległości nie zdarza się lub jest niekomfortowa. Jeśli dwie osoby rozmawiają ze sobą spontanicznie w dystansie indywidualnym, możemy wnioskować, że dobrze czują się ze sobą, są sobie bliskie. Naruszenie dystansu indywidualnego jest traktowane jako agresja terytorialna i wywołuje reakcje agresywne (zobacz też: terytorialność).
W stosunku do dystansu intymnego w tej odległości rośnie rola wzroku (ze względu na mało zdeformowany bodziec proksymalny na siatkówce oka), i słuchu. Zmniejsza się natomiast rola innych kanałów przekazywania informacji: węchu, dotyku, zdolności odczuwania ciepła ciała drugiej osoby (które pełnią ważne funkcje w dystansie intymnym). 
W trakcie rozmowy w tym dystansie popełniamy o wiele mniej omyłek językowych niż w dystansie intymnym, mowa jest poprawna, ale swobodna, raczej nie zastanawiamy się nad konstrukcją gramatyczną zdań.
Obszar dystansu indywidualnego jest zmienny. Zależy on od:
- wzorców kulturowych – tak zwane kultury kontaktowe (np. Włosi, Hiszpanie, Arabowie) mają dystans indywidualny wyraźnie krótszy niż kultury dystansowe (np. Anglicy, Skandynawowie).
- środowiska, w którym człowiek został wychowany. Rodziny różnią się tym, jak budują dystans indywidualny. Badania z lat 80. sugerują wskazywały, że szczególnie rozległy dystans indywidualny mają księgowi i księgowe. Dane te jednak najprawdopodobniej uległy dezaktualizacji.

#### Dystans indywidualny a zachowania
Ze zmienności kulturowej i środowiskowej dystansu indywidualnego wynikają pewne konsekwencje. Otóż osoby z krótkim dystansem indywidualnym mają nieświadomą skłonność do zbliżania się w trakcie konwersacji do rozmówcy (dla nich rozmowa "naturalna" zarówno z bliskimi jak i obcymi przebiega w krótszej odległości). 
Osoby o wydłużonym dystansie indywidualnym nieświadomie zwiększają odległość, w jakiej prowadzą rozmowę z innymi ludźmi. Gdy dwie osoby o różnych dystansach indywidualnych rozmawiają ze sobą, to przesuwają się w trakcie tej rozmowy. Jedna osoba dąży do zbliżania się, druga się oddala. W efekcie nawet po krótkim czasie obie tworzą sobie pewne wyobrażenie na temat interlokutora. Osoba o krótkim dystansie dochodzi do wniosku, że jej rozmówca jest zdystansowany, oziębły, niezainteresowany rozmową i żywi negatywne uczucia wobec niej. Osoba o wydłużonym dystansie ma skłonność przypisywać rozmówcy takie cechy jak nachalność, agresywność, nietrzymanie dystansu, skłonność do naruszania prywatności, wścibstwo, brak kultury.

### Dystans społeczny
Jest to przestrzeń poza obszarem możliwego łatwego dotyku, rozciągająca się w granicach od 120 cm do 360 cm.
W tej odległości kontaktujemy się z osobami obcymi i tymi, które znamy, lecz nie lubimy specjalnie i traktujemy jako obce. Jeśli dwie osoby, które się rzekomo znają rozmawiają ze sobą spontanicznie w tej odległości, możemy wnioskować, że ich kontakty są raczej oficjalne (czyli społeczne, a nie intymne czy indywidualne). W takiej przestrzeni załatwiane są także wszelkie oficjalne sprawy (urząd, kupno/sprzedaż itp.)
Stojąc w tej odległości ludzie używają przede wszystkim wzroku i słuchu jako kanału dostarczającego informacje o drugiej osobie. Mowa jest gramatyczna i sformalizowana, zwykle poprawna, a temat rozmowy „bezpieczny”, oficjalny lub obojętny.
Niekiedy pewne formalne sprawy i rozmowy prowadzone są w dystansie krótszym niż 120 cm, lecz różnego rodzaju przegrody (np. szyba przy okienku kasowym lub blat biurka w banku) zwiększają psychologicznie ten dystans właśnie do dystansu społecznego.

### Dystans publiczny
Przyjmuje się, że o dystansie publicznym możemy mówić wtedy, gdy rozmówcy kontaktują się w odległości większej niż 360 cm. Badania pokazały, że gdy odległość pomiędzy osobami wynosi powyżej 30 metrów, ludzie nie mają poczucia kontaktu ze sobą – np. gdy widzę znajomego na deptaku w odległości 30 m to zwykle nie krzyczę do niego „cześć”.
W dystansie publicznym takiej odległości kontaktujemy się z osobami publicznymi (np. ministrem podczas spotkania, rektorem uczelni podczas inauguracji roku akademickiego, księdzem podczas mszy), stąd nazwa.
W dystansie publicznym głównym kanałem odbierania informacji na temat drugiej osoby jest wzrok. Ludzie rozmawiając w tej odległości budują bardzo gramatyczne zdania i zastanawiają się nad konstrukcją zdań. W specjalny sposób dobierają słowa, pojawia się stosunkowo niewiele pomyłek językowych.
Dystans ten jest zarezerwowany dla osób publicznych. W naturalnie przebiegających kontaktach społecznych z obcymi najbardziej charakterystyczny jest dystans społeczny.